# دائي تشي (مقاطعة دورود)
دائي تشي (بالفارسية: دائی چی) هي قرية تقع في قسم سيلاخور الريفي (مقاطعة دورود) في إيران. يقدر عدد سكانها بـ 227 نسمة .